# Радди, Джозеф
Джозеф А. Радди (англ. Joseph A. Ruddy; 28 сентября 1878, Нью-Йорк — 11 ноября 1962, Нью-Йорк) — американский ватерполист и пловец, чемпион летних Олимпийских игр 1904.
На Играх 1904 в Сент-Луисе Радди выступал за команду Нью-Йорка в демонстрационном ватерпольном турнире, и его сборная заняла первое место.
Также, Радди участвовал в эстафете 4×50 ярдов свободным стилем. Он занял первое место, выиграв золотую медаль.